# Peder Borgen
Peder Johan Borgen (Lillestrøm, 26 gennaio 1928 – 8 aprile 2023) è stato un pastore protestante, teologo e storico delle religioni norvegese.

## Biografia
Borgen studiò teologia all'Università di Oslo e conseguì il grado di Candidatus theologiae (equivalente al master) nel 1953. Successivamente perfezionò i suoi studi negli USA, conseguendo nel 1956 il Ph.D alla Drew University di Madison. Rientrato in Norvegia fu consacrato pastore metodista e per due anni esercitò il suo ministero ad Harstad. Dal 1958 al 1962 svolse un assegno di ricerca al Norvegian Research Council for Science and the Humanities. Nel 1962 entrò come assistente al Wesley Theological Seminary a Washington e nel 1964 fu promosso professore associato. Nel 1966 conseguì il Ph.D all'Università di Oslo e nel 1967 diventò professore associato all'Università di Bergen. Nel 1973 diventò professore ordinario dell'Università norvegese di scienza e tecnologia, insegnando Nuovo Testamento e Religione del mondo greco-romano nella sede di Trondheim. Ritiratosi dall'insegnamento universitario nel 1996 e nominato professore emerito, dal 1996 al 1998 fu ricercatore anziano del Norvegian Research Council for Science and the Humanities e lavorò su un progetto riguardante la storia Sami. Nel 1998 fu presidente della Studiorum Novi Testamenti Societas. Nella primavera del 1999 si trasferì a Lillestrom, abbandonando definitivamente la ricerca.
Borgen era sposato e dalla moglie Inger ebbe una figlia.

## Opere
- Bread from Heaven: An Exegetical Study of the Concept of Manna in the Gospel of John and the Writings of Philo (1965, 1981)
- Logos was the true light, and other essays on the Gospel of John (1983)
- Paul Preaches Circumcision and Pleases Men: And Other Essays on Christian Origins (1983)
- Philo, John, and Paul: New Perspectives on Judaism and Early Christianity (1987)
- Early Christianity and Hellenistic Judaism (1996)
- The Philo Index: A Complete Greek Word Index to the Writings of Philo of Alexandria (2000)
- The Complete Works of Philo of Alexandria: A Key-word-in-context Concordance (2005)
- Way Outside of the High-Road (2009)